# Saks Fifth Avenue
Saks Fifth Avenue is een Amerikaans luxe warenhuis dat eigendom is van het oudste commerciële bedrijf in Noord-Amerika, Hudson's Bay Company. De grootste winkel is gevestigd op Fifth Avenue in het centrum van Midtown Manhattan, New York.

## Geschiedenis
Saks Fifth Avenue is de opvolger van een bedrijf dat werd gestart door oprichter Andrew Saks in 1867 en doorging in 1902 als Saks & Company. Saks kwam te overlijden in 1912 en Saks & Co. fuseerde met Gimbel Brothers, Inc. Op 15 september 1924 opende Horace Saks en zakenpartner Bernard Gimbel het warenhuis Saks Fifth Avenue in New York. Het gebouw stond onder architectuur van Starrett & van Vleck.
Gimbel kwam plots te overlijden in 1926, en zijn broer Adam Gimbel werd directeur van Saks Fifth Avenue. Het bedrijf breidde uit met zomerverblijven in Palm Beach, Miami Beach, en een vestiging in Chicago. In 1938 breidde het bedrijf uit naar de westkust van de Verenigde Staten, waar een winkel werd geopend in Beverly Hills. Eind jaren 1930 had Saks Fifth Avenue 10 vestigingen. 
In het jaar 2000 werden er internationale locaties geopend in Saoedi-Arabië, Verenigde Arabische Emiraten, Bahrein, Kazachstan, Mexico-Stad. In februari 2014 werd een grote winkel met een oppervlakte van 14.000 m2 in het centrum van de Canadese stad Toronto geopend. Een tweede winkel in Toronto ging enkele maanden later open.
Op 29 juli 2013 nam Hudson's Bay Company het moederbedrijf over voor 2,9 miljard dollar.
In 2017 telde het bedrijf 39 filialen in 22 Amerikaanse staten.